# Musikåret 1870

## Händelser
- 6 januari – Musikverein öppnar i Wien.
- 16 mars – Pjotr Tjajkovskijs verk Romeo och Julia har urpremiär i Moskva.
- 26 juni – Richard Wagners opera Valkyrian har urpremiär i München.
- 4 september – Symfoni nr 2 i f-moll, op. 36 av Max Bruch uruppförs[1]

## Opera
- Antonín Dvořák – Alfred med libretto av Karl Theodor Körner (urpremiär först 1938 i Olomouc)[2]

## Födda
- 20 januari – Guillaume Lekeu, belgisk tonsättare.
- 22 januari – Charles Tournemire, fransk tonsättare och organist.
- 30 januari – Rudolf Louis, tysk musikskriftställare och musikkritiker.
- 13 februari – Leopold Godowsky, polsk-amerikansk pianist och tonsättare.
- 6 mars – Oscar Straus, österrikisk tonsättare.
- 30 april – Franz Lehár, österrikisk tonsättare.
- 28 september – Florent Schmitt, fransk tonsättare.
- 8 oktober – Louis Vierne, fransk tonsättare och organist.
- 19 november – Ruth Almén, svensk tonsättare, pianist, barnboksförfattare och poet.
- 30 november – Cecil Forsyth, engelsk tonsättare och musikvetare.
- 1 december – Oscar Sandberg, svensk tonsättare och organist.
- 5 december – Vítězslav Novák, tjeckisk tonsättare

## Avlidna
- 7 januari (?) – Carl Schwencke, 72, tysk pianist och tonsättare.
- 26 januari – Cesare Pugni, 67, italiensk tonsättare.
- 10 mars – Ignaz Moscheles, 75, tjeckisk tonsättare och pianist.
- 16 mars – Theodor Oesten, 56, tysk tonsättare.
- 8 april – Charles-Auguste de Bériot, 68, belgisk violinist.
- 9 juni – Erik Drake, 82, svensk musikteoretiker, musikpedagog och tonsättare.
- 22 juli – Josef Strauss, 42, österrikisk tonsättare.
- 16 augusti – Edmond Passy, 80, svensk pianist och tonsättare.
- 20 oktober – Michael William Balfe, 63, brittisk operakompositör.
- 23 november  – Giuseppina Bozzachi, 17, italiensk ballerina.
- 17 december  – Saverio Mercadante, 75, italiensk tonsättare.
- 28 december – Aleksej Lvov, 72, rysk tonsättare och violinist.

### Fotnoter
1. ↑  Wood, Thomas (8 november 2005). ”Max Bruch Catalog of Works - Symphony No. 2”. Arkiverad från originalet den 29 januari 2008. https://web.archive.org/web/20080129211917/http://www.wooster.edu/music/twood/bruchcatalog.html. Läst 9 februari 2008.
2. ↑  Beckerman, Michael (1993). Dvořák and His World. Princeton, N.J.: Princeton University Press. sid. 109–112. ISBN 0-691-00097-2. OCLC 27937811. http://books.google.com/books?id=1HsTpPhAsgQC&pg=PA110&vq=alfred+k%C3%B6rner&dq=%22Karl+Theodor+K%C3%B6rner%22+%2Bdvorak&sig=r8_GLaV4Njy9GdLnh6zLpBdRj9g. Läst 9 februari 2008